# 朱锋
朱锋（1964年1月2日—），江苏苏州人，北京大学国际关系学院教授，北京大学国际战略研究中心副主任、南京大学中国南海协同创新研究中心主任、南京大学国际关系学院执行院长。英国国际战略研究中心（IISS）非居住研究员。曾任北京市第十一届政协委员、第十届全国青年联合会委员、中国留学归国人员协会理事、北京市第9-10届青联委员。
專長國際關係理論，1981年考入北京大学国际关系学院，1991年获博士学位留校任教。英国杜兰大学、日本信洲大学、香港中文大学访问学者。

## 論點
- 朱锋認為周邊領土爭端的劇烈化是歷史的必然，以唯物史觀看待沒有意外，因為這正好證明中國崛起的速度太快超乎世界所有人預計，有領土爭端和歷史恩怨的當事國害怕；如果不趁早衝撞挑戰，終究有一天中國會變得無法挑戰，屆時只能任其宰割，要看透其國民和官員內心動機是恐懼。[2]
- 主張戰爭解決問題的極端化民眾和思想是無知，現代多媒體化和全球化的世界中，想靠戰爭取得利益大於成本已經極度困難，美國就是前車之鑑，攻勢主動戰爭已經變成一種極不划算的投資。
- 在東海或南海率先使用武力是中了美國的計策，為了那些小島和不太重要的海底石油進行戰爭是不合算大虧損投資，並干擾中國全球戰略，必須看穿這些爭端國其實內心也是惶惶不安，不敢貿然動武，所以只要有耐心的忍耐就能不上勾，不上勾就是勝利。
- 實力強大不能解決問題，解決問題才是自然強大的關鍵。美國有世界第一的軍力和綜合實力，但在貧窮的中東推行戰略事務依然屢屢挫敗[3]，所以必須重新看待世界的面貌，許多國家內部經濟政治出現無解的問題是機遇，若是中國能解決一些別人無方法的問題，自然會產生一種影響力擴散。